# Reprezentacja Albanii U-17 w piłce nożnej mężczyzn
Reprezentacja Albanii U-17 w piłce nożnej jest juniorską reprezentacją Albanii, zgłaszaną przez Federata Shqiptare e Futbollit. Mogą w niej występować wyłącznie zawodnicy posiadający obywatelstwo albańskie, urodzeni w Albanii lub legitymujący się albańskim pochodzeniem i którzy w momencie przeprowadzania imprezy docelowej (finałów Mistrzostw Europy lub Mistrzostw Świata) nie przekroczyli 17 roku życia.

## Występy w ME U-17
Uwaga: W latach 1982–2001 rozgrywano Mistrzostwa Europy U-16
Reprezentacja Albanii nigdy nie zakwalifikowała się do Mistrzostw Europy do lat 17